# Anton Aškerc
Anton Aškerc [antón áškərc] (psevdonim Gorazd), slovenski pesnik, duhovnik in arhivist, * 9. januar 1856, Rimske Toplice, † 10. junij 1912, Ljubljana.

## Življenje
Rodil se je kot prvi sin v kmečki družini očetu Antonu in materi Agati (roj. Knez). Njihovo posestvo je bilo prodano in v tretjem letu se je Anton z družino preselil v Senožete nad Rimskimi Toplicami. Tu je začel hoditi v osnovno šolo. Ko je bil star 12 let, mu je umrla mati, na katero je bil zelo navezan. Leta 1877 je vstopil v mariborsko bogoslovje. Posvečen je bil konec 3. letnika (22. julija 1880). Po končanem šolanju je kot duhovnik služboval v številnih krajih na Štajerskem: v Podsredi (1881–1883), Šmarju pri Jelšah (1883–1889), v Juršincih (1889–1891), v Vitanju (1891–1892), v Sv. Marjeti pri Rimskih Toplicah (1892), Mozirju (1892–1894) in Škalah pri Velenju (1894–1898). Svoje pisanje je začel v  Ljubljanskem zvonu.
V Framu se je zagledal v učiteljico Ano Pečovnik. Njej je posvetil balado Anka. Ob ljubezni se je zavedel svojega stanu, Aškerc ‒ duhovnik se je moral ljubezni do ženske odpovedati. Aškerc ‒ pesnik pa je po ljubezni vse bolj hrepenel. Odločil se je odpovedati osebni sreči, ne pa pesniškemu poklicu. 
Leta 1884 je začel s službovanjem v župniji Šmarje pri Jelšah, kraj je bil pod velikim vplivom germanizacije in Aškerc je s svojim delovanjem uveljavil kot bojevnik za slovenstvo. Zagovarjal je slovensko nacionalnost, kulturo in politično osvoboditev. Ostro so ga napadali Nemci v glasilu Deutsche Wacht. Skupaj z vodilnimi štajerskimi politiki se je zavzemal za omejitev germanizacije. 
Leta 1894 je pričel s kaplanovanjem v Škalah pri Velenju. V času svoje službe v Škalah je izdal svojo pesniško zbirko Lirske in epske poezije. Močno je čutil z rudarji in bil zelo pretresen nad bedo in trpljenjem njihovih družin, rad pa je občudoval parni izvozni stroj na Starem jašku Premogovnika Velenje, ki je delal dan in noč. Ravno v Škalah je nastala Delavčeva pesem o premogu, v kateri je opisal socialno-kritične poglede na rudarski poklic. Premogovnik Velenje mu je posvetil poseben prostor v muzeju premogovništva Slovenije. V Škalah je delal do leta 1898. 
Leta 1898 se je sprl z mariborskim škofom in šel v Ljubljano ter do predčasne upokojitve opravljal delo mestnega arhivarja na ljubljanskem magistratu. Zanimal se je za sodobno znanost, zlasti za evolucijsko teorijo in njegova verska skepsa se je poglabljala, kar pa je bilo sporno za duhovnika. Rad je potoval po vzhodnih deželah, doživetja je popisoval v potopisih. Od leta 1900 do leta 1902 je bil urednik Ljubljanskega zvona. Pod njegovim vodstvom je bil natisnjen Prešernov album, 1902 so izšle Prešernove Poezije z Aškerčevim uvodom. Uredil in izdal je tudi Poezije Dragotina Ketteja. Umrl je v Ljubljani, v 56. letu starosti.

## Študij
Za študij teologije se je odločil, zato ker je bil to edini finančno dostopen študij in ker je menil, da se bo s študijem teologije osvobodil verskih dvomov, saj bo tu imel čas in mir za raziskovanje najglobljih vprašanj življenja. Med študijem je prebiral knjige o orientalskih verstvih, npr.  Koran , budistično versko filozofijo, ki jo je proučeval po Oldenburgovi knjigi Buddhas Leben und Lehre. Preučeval je tudi brahmanizem in kitajskega političnega filozofa Kung-fu-tseja. Tako je krščanstvo primerjal z religijami Orienta.
Aškerčevo razmišljanje o svobodi: »Bog je največji veleum, po mojih skromnih nazorih najvišja inteligenca. In ker je najvišja inteligenca, je tudi najbolj svobodomiseln. Zato sem prepričan, da človek, ki ljubi v svojem delovanju iz svojega notranjega nagiba svobodo in luč, človek, ki stremi po napredku, pisatelj, umetnik, ki ustvarja svobodomiselna dela iz ljubezni do stvari same, do svojega bližnjega, da se tak človek, tak umetnik Bogu bliža, ne pa, da bi se oddaljeval od Boga!« (Pismo škofu Antonu Jegliču, 4. julija 1899).
Razočaranje nad duhovniškim poklicem je zapolnil s pesništvom. Smisel pesniškega poklica je videl v izpovedovanju takih doživetij oz. tem, ki so odkrito obtoževale tiste, ki so delali krivico posameznikom ali družbenim skupinam.

## Začetki ustvarjalnega dela
Anonimno je objavljal že pred Ljubljanskim zvonom v Zvezdi Danici, s pretežno nabožnimi vsebinami. Tako je leta 1877 izšla anonimna pesem Sv. Ciril in Metod. Iz snovi, ideje in izrazja lahko domnevamo, da gre za Aškerčevo pesnitev Leta 1881 začne izhajati Ljubljanski zvon, kjer je objavljal. Urednik Ljubljanskega zvona je bil Fran Levec, ki je Aškerca preusmeril od lirskih pesmi na epsko pesništvo, na poezijo, ki se je približevala realizmu. Svoje pesnitve je objavljal pod psevdonimom Gorázd.

##### Vplivi na njegovo ustvarjanje
Aškerc je izhajal iz Prešernove in Levstikove epike. Usmerjal ga je urednik Levec, ki mu je pokazal srbsko in hrvaško narodno pripovedno pesništvo, on mu je tudi svetoval pri vsebinskih in oblikoslovnih vprašanjih. Preučeval je Kleinpaulovo (Lasngewieschejevo) in Gottschallovo poetiko. Aškerčevo vztrajanje pri tradicionalno epskih zvrsteh (balade in romance) je na prvi pogled v nasprotju  s sočasnim evropskim realizmom, ki se je usmeril v prozne oblike (roman, novela). Posebnost je potrebno razumeti s slovenske perspektive, v naš prostor so prihajali tradicionalni literarni tokovi in ne toliko za tisti čas sodobni realizem in naturalizem. Privrženec tradicionalnih tokov je bil Aškerčev učitelj Levec. Aškerc je prevzel Gottschalovo odločitev, da za sodobno balado ni več priporočljiva fantastičnost romantičnih balad, ampak naj se balada približa problematiki sodobnega življenja. Izpoveduje politične in socialne probleme. Tudi v pripovedi je postavil novosti, pripoveduje naj se o eksotičnih, svobodoljubnih, liberalnih temah, ki so napredne. Prijatelj pri Aškercu vidi realizem v zanimanju za ustno slovstvo. »Aškerc je izhajal iz duševnega bogastva svojega »plemena«, katero je končno tudi doseglo svoj prostor na Zemlji. Posegel je v globino narodne zakladnice in nam nasul biserov iz nje, da so se lesketali na Zemlji in okrasili prsi narodne duše. Ti biseri so Aškerčeve narodne balade.«  Prijatelj meni, da sta Aškerčev Mejnik in Levstikov Ubežni kralj najboljši slovenski baladi. »Vsaka beseda je bleščeč žarek in vsak stavek dejanje zase.«

## Tematika in motivika Aškerčevega pesništva
V središču njegovih pesnitev so svetovno-nazorske epske pesnitve, kjer je Aškerc iskal odgovore na vprašanja, s katerim se muči človeštvo (npr. socialne razlike, bistvo človeka …) V nacionalno poezijo je vpeljal motive iz klasične antike, kakor tudi iz zgodovine drugih narodov, iz slovenske zgodovine pa motive turških upadov, ustoličevanja knezov na Gosposvetskem polju, kmečkih uporov, celjskih grofov, Kralja Matjaža, Matije Gubca, Ljudevita Posavskega. Motivi vaškega življenja (Tri ptice, Na sedmini, Vinska bajka, Mejnik). Domovinska tematika (Mi vstajamo!, Slovenskim sókolom),  socialna tematika (Anka, Božična pesem siromakova, Dvorski norec), ljubezenska tematika (Madona), filozofske pesmi (Jaz, »Po železni cesti«, »Bazarska parabola«), motivi protestantizma (Mučeniki, Primož Trubar), orientalski motivi (Akropolis in piramide), junaški motivi (Junaki), kritika razkošne duhovščine (Šejhova kočija), satire (Friduzi in derviš, Pegaz in osel), motivi narave (O morje!, Vaška lipa). Piše o protestantizmu in čeprav je bil Aškerc katoliški duhovnik, je imel o reformaciji dobro mnenje. Cenil je njihov odnos do ljudi in željo po izobrazbi le-teh. Tako v svojih pesmih ne omenja zgolj Primoža Trubarja, ampak tudi manj znane protestante npr. ljubljanskega meščana Boštjana Andrejčiča, kamniškega meščana Flerča, … Pesmi s protestantsko motiviko so Primož Trubar, Slovenska legenda, Trije sodi (opisuje ilegalni prenos protestantskih knjig iz tiskarne v Nemčiji do Ljubljane, kjer so bile razdeljene med protestante; med knjigami so bile Biblije v nemščini in slovenščini), Flerč, Luterana Kremnjaka testament (opisuje starega luterana, ki sinu daje nasvete za življenje in da bo ostal zvest luteranstvu). Motive protestantizma ima cela pesniška zbirka Mučeniki. Aškerčev opus zaznamuje prisotnost orientalskih motivov, ki jih je črpal iz svojih potovanj po Orientu. Zanimanje za Orient se je v Aškercu prebudilo v času študija teologije, ko je na skrivaj primerjal krščanstvo z budizmom, islamom, hinduizmom. Od zahodnoevropskih dežel je obiskal samo Švico in Italijo. Vsa druga potovanja pa so bila na Vzhod (Carigrad, Peterburg, Moskva, Kijev, Tbilisi, Vladikavkaz, Jalta, Egipt). Potovanja je opisoval v potopisih Izlet v Carigrad, Dva izleta na Rusko ter v pesniški zbirki Akropolis in piramide. Le potovanje v Istanbul in v Rusijo je zapisal v obliki potopisov, ki so v nadaljevanjih izhajali v Ljubljanskem zvonu. V Rusijo je potoval dvakrat, na sever (Moskva) in na jug (Kavkaz). Na začetku zapiše, da je v Švico in Italijo potoval kot človek, v Rusijo pa kot Slovenec in Slovan. Aškerc v Rusijo ni potoval v vlogi »kolonizatorja«, z naprej oblikovanim mnenjem o domorodcih in v iskanju eksotike, ampak je v deželo prišel kot njen občudovalec in s slovanskim čutom. Prepričan je bil, da smo vsi Slovani en rod, ena družina. V Rusiji se je še bolj zavedal slovenske nesamostojnosti, v primerjavi s svobodno Rusijo. Tako pravi, da se počuti med Rusi kot doma.

## Pesniške zbirke in pesnitve

##### Balade in romance (1890)
Zbirka je izšla v nakladi 1200 izvodov. Motivi: turški upadi (Vaška lipa), karantanska zgodovina (Svetopolkova oporoka), socialni motivi (Anka), poetološki motivi (Pevčev grob), protestantski motivi (Slovenska legenda), celjski grofje (Celjska romanca), zgodovina (Atila in slovenska kraljica o Kraljici Vidi). Najbolj znane so pesmi: Anka, Celjska romanca, Čutnosti, Mejnik, Godčeva balada, Brodnik, … in cikel pesmi z naslovom Stara pravda, ki govori o hrvaško-slovenskem kmečkemu uporu iz leta 1573. Pesmi stopnjujejo napetost od prikazovanja položaja naroda, napetost ob uporih, poraze in zadnji katastrofalen poraz, ki je prikazan v pesmi Kronanje v Zagrebu. Kronan je »kmečki kralj« Matija Gubec in z njim je na trpljenje obsojen ves narod. Kronanje se odvija v Zagrebu pred cerkvijo sv. Marka. Gubec je voditelj kmečkega upora in zato mora umreti. Ogrnejo ga v kraljevi škrlat, v roko mu dajo razbeljeno žezlo in krono. Cikel se začne s citatom: »Le vkup, le vkup, le vkup, le vkup, uboga gmajna!« in s citatom iz nemške pesmi o slovenskih kmetih iz 16. stoletja. »Hört wunder zu! /Der bauern unrue /thet sich so ser auspraitten. /Aus irer gemain thetn si schrein: /stara pravda!« Ivan Prijatelj je cikel poimenoval visoka pesem slovenskih sanj o svobodi. Pobudo za pisanje o kmečkih bojih je Aškerc dobil v prebiranju Trdinovih Bajk in povesti o Gorjancih, ki so izhajale v Zvonu. Kot je zapisal, mu je bil glavni vir pri pisanju Valvazor. Balade govorijo o težkem življenju kmeta, ki ostaja pozitiven in se bojuje za svoje pravice. Vendar je v boju neuspešen, večinoma mora podleči idejam vplivnejšega, višjega sloja. Včasih tudi zmaga, a njegova zmaga je smrt za njegove pravice.
Slovenska legenda ‒ V nebesa pride slovenska duša. Sveti Peter ji odgovori, da ima slovenski narod veliko svetnikov, največ mučenikov. A prišel je slovenski Luter – Primož Trubar. Vnel se je prepir in Bog je odločil, da bo Trubar šel v nebesa, zaradi dobrih dejanj, ki jih je storil za narod. Trubar pride v nebesa in naproti mu prihaja Prešeren.
Pesem Slikarjeva slika  je razdeljena na tri dele in opisuje slikarja Stanka, ki je upodobil nezvesto ljubico v podobi Madone, da bi si pomiril srce. Kljub temu je nesrečen blodil po svetu, dokler ni stopil v samostan, kjer je bila njegova podoba Madone. Nekoliko se je pomiril, a pravi mir je dobil šele v smrti. Pesem je pisana v nibelunški kitici. Pesem je ilustracija Aškerčeve dileme, saj kot duhovnik ni smel gojiti ljubezni do ženske. V samostanski cerkvi je podoba device Marije, v njej vidi v svojo ljubezen, ki jo enači z Marijo. Aškerc kot duhovnik je oskrunil vero, saj v podobi božanstva vidi telesno in ne duhovno lepoto.

##### Lirske in epske poezije (1896)
Zbirka je sestavljena iz treh ciklov: Razni motivi, Iz popotnega dnevnika in Iz pesmarice neznanega siromaka. V ciklu Razni motivi so ljubezenske pesmi Moja Muza, ... Njegova muza ni mehkužna, ampak  je odločna. Ne poseda v mesečini, ampak ljubi dan in vroče sonce. Pesem opeva Ano Pečovnik. Tu je še poetična pesem (Moderni pegaz), domovinske pesmi (Mi vstajamo!, Slovenskim sókolom), filozofska pesem (Jaz ‒ človek je samo nemočen delček vesolja, ki se nenehno bojuje in trpi, saj je njegov boj neuspešen; življenje je polno prevar in razočaranj). Cikel Iz popotnega dnevnika vsebuje pesmi, ki so nastale v Benetkah (V gondoli, V baziliki sv. Marka, V Doževi palači), v Sarajevu (Mohamedanki, Mujezin), v Novem Sadu (Srbsko dekle), v Carigradu (Na Galatskem mostu, Na vrtu pred Hagijoj Sofijoj, Selamlik). Cikel Iz pesmarice neznanega siromaka obravnava socialno tematiko in razredne razlike med revnimi delavci in bogatimi. Pesem Delavčeva hči govori o lepem dekletu, ki ima revne starše in ki ga zaradi nižjega socialnega statusa kljub lepoti ne bodo snubili bogati snubci. V cikel sodijo pesmi: Božična pesem siromakova, Pomladna oda siromakova, Dva pogreba, …

##### Nove poezije (1900)
V prvem delu je poleg ljubezenskih pesmi cikel pesmi Iz popotnega dnevnika. V drugem delu so pripovedne pesmi, na koncu pa je cikel satiričnih pesmi z naslovom Pavliha na Jutrovem. V ciklu Iz Popotnega dnevnika Aškerc opisuje svoje vtise s potovanja po Italiji. V Pompejih občuduje tamkajšnje življenje, ki je pisano kot »cvetna greda«. Obišče svetišča in se pokloni Zevsu. Sklene, da Rimljani znajo živeti in uživati. V ta cikel sodijo še pesmi: V predmestni krčmi, V katakombah, Roma, … V ciklu Pavliha na Jutrovem je Aškerc je pisal o pristnem slovenskem Pavlihi, ki ga je preselil v arabsko okolje. V uvodni pesmi predstavi Pavliho kot popotnika, ki potuje po vzhodnih mestih – Bagdad, Carigrad, Teheran, … Orient je samo preobleka, saj v pesmih izpoveduje odpor do absurdnih slovenskih, avstrijskih in evropskih moralnih in družbenopolitičnih razmer, ki jih povzroča kapitalistična ureditev. Kaže tudi na višjo duhovščino, ki ima številna ugodja. A je daleč od Kristusa, saj ji za revščino ljudi ni kaj dosti mar. Medtem pa ljudem pridigajo o ponižnosti, skromnosti in pohlevnosti. Pesmi iz cikla so: Slavnost v Bagdadu, »Bogu za hrbtom«, Mustafov ideal, …
Veliko prahu je vzdignila pesem Aglaja. V pesmi je hotel povzdigniti lepoto nagega ženskega telesa v simbol vesoljne narave in umetniške lepote. Po objavi mu je škof Jeglič prepovedal maševati. Frančišek Lampe je zapisal, da ima Aškerc posebno veselje, ko krščanskim predmetom jemlje krščanski značaj in jih postavlja v prostor običajnega, to pa je zloraba umetnosti. Slovenski narod je na katoliške napade odgovarjal z javnimi deklamacijami Aglaje.
Zbirko je pozitivno ocenil Govekar: »[…] menimo pa, da je med bogatimi literarnimi darovi, ki vise na letošnjem slovenskem božičnem drevesu, ta nova Aškerčeva knjiga najlepši, najtehtovitejši. Take pesniške zbirke v vsem svojem slovstvu doslej nismo imeli. Ta knjiga pa nam utrjuje tudi ponosno nado, da dobimo od A. Aškerca, ki stoji danes na vrhuncu svoje duševne zrelosti, še mnogo takih del, ki stavijo naše slovstvo v prve vrste slovanske literature.«

##### Zlatorog, narodna pravljica izpod Triglava (1904)
Glavna junaka, Vida in Bojan, sta nesrečno zaljubljena in njuna usoda se konča s smrtjo. Demoničnost v pesnitvi stopnjuje Zeleni lovec, ki je prikrajšan za ljubezen. Bojan je lovec in je zaljubljen v Vido, ko jo osvoji bogati Benečan, razočaran odide v planine. Pod Bogatinom sreča Zelenega lovca, ki mu ponuja zaklad, ki ga skriva Bogatin. V zameno pa mu bo moral Bojan pokloniti svojo dušo. Ključ do gore bogastva nosi Zlatorog. Bojan ga mora ustreliti in z njegovimi rogovi bo našel pot do zaklada. Bojan ustreli Zlatoroga, on pa ga vrže v prepad. Zeleni lovec se veseli človeške nesreče. Njegovo bistvo je zavist, srd, zlobnost in spletkarstvo. Vida prevarana že dve leti čaka na Benečana z njunim otrokom. Vida preklinja in bogastvo, ki jo je zapeljalo in zlatnino vrže v Sočo. Želi si, da bi se vrnil Bojan. Zeleni lovec jo posluša in se ji privoščljivo smeji. Po Soči priplava Bojanovo truplo in Vida skoči za njim v reko.
Aškerc v pismu A. Černemu pravi, da je želel napisati svojega Zlatoroga in da njegov namen ni tekmovati z nemško pesnitvijo Rudolfa Baumbacha. Poudari, da je pisal Zlatoroga na podlagi Deschmanove (Karel Dežman) narodne pravljice. Da bi pokrajino, katero je na podlagi  ljudske pripovedke o Zlatorogu prikazal čim bolj živo, je obiskal Trento in Julijske Alpe. Tako je založniku Schwentnerju, s katerim se je dogovarjal za izid pesnitve, poslal razglednico s pripisom »iz Zlatorogovih planin«.Večina kritik je bila pozitivnih, izrazito negativne kritike so prihajale s strani katoliških revij. Tako je Evgen Lampe zapisal: »… večjega nasprotja ni, kot je med Aškerčevim hladnim skepticizmom in med naivno iskrenostjo narodne pravljice … In reči moramo, da se Aškercu poizkus dramatizirati Zlatoroga, kljub vsej skrbnosti ni posrečil … Zeleni lovec spominja na Mefista iz Goethejevega Fausta, vendar je ponesrečen stvor, veliko lažje bi razumeli pesnitev, če bi iz nje izpustili vse deklamacije Zelenega lovca …«

##### Primož Trubar, zgodovinska epska pesnitev (1905)
Pesnitev sicer sledi natančnim biografskim podatkom iz življenja Primoža Trubarja. Glavni lik ima pred seboj le en cilj, prerod lastnega naroda. Aškerc je z motivi reformacije izrazil misli o narodnem prebujenju, svobodoljubju in socialni pravičnosti. K pisanju ga je spodbudila bližajoča štiristoletnica Trubarjevega rojstva.  Pri pisanju se  je najbolj naslanjal na Dimitzovo knjigo Geschichte Krains.
Kritiki so bili razdeljeni. Nekateri so ga podpirali, katoliki pa so mu nasprotovali. Lampe tako njegovo delo oceni s katoliškega vidika: »[…] Aškerc je pesnik protikatoliške tendence … Aškerc se niti najmanj ni poglobil v dušo svojega junaka. Aškerc ni podal nobenega duševnega razvoja v Trubarju. Vidi se, da je imel ta namen, da bi ob Trubarjevem imenu kolikor mogoče udarcev dal katoliški cerkvi.« Liberalni tabor je pesem z navdušenjem sprejel pesnitev. »Junak je napol zgodovinski Trubar, napol pa moderen narodov buditelj, ki se bori za dušno in narodno svobodo in slovenstvo, celo proti verski nestrpnosti, za bratstvo med narodi …« tako vidi Aškerčevo pesnitev Valentin Korun.

##### Junaki (1906)
Zbirka zajema štiri pesnitve. Prvi dve opevata zgodovinsko snov, drugi dve pa ljudska junaka. Pesnitev Knez Volkun opisuje poganstvo in ustoličevanje slovenskih vojvod na Gosposvetskem polju kot dokaz slovenske samostojnosti. Pesnitev Knez Ljudevit opisuje Ljudevita Posavskega, ki se bori za svoj narod in za zbliževanje Južnih Slovanov. Je pogumen in pravičen, a kljub temu ga pokončajo nekdanji najbližji sodelavci. Opisuje odpor proti nemškemu nasilništvu. Tu je Aškerc zajel zgodovinsko tragedijo slovenstva, ki se bojuje proti močnejšemu nasprotniku in je že v naprej obsojen na propad. A narod je trmast in raje umre, kot da bi hlapčeval. Pesnitev Ropoša in Kruci opisuje premetenega kmeta Ropošo, ki z vojaškimi sposobnostmi odžene Kruce, ogrske kmečke vojake. Pri pesnitvi o Kralju Matjažu je Aškerc izhajal iz ljudskih pesmi in pripovedk o Kralju Matjažu. Junak je požrtvovalen in plemenit.

##### Akropolis in piramide: Poetični sprehodi po Orientu (1909)
Akropola predstavlja Grčijo, piramida Egipt. Od grških pesnikov omeni samo Homerja. Opisuje grško umetnost, mitologijo in zgodovino. V zbirki ni več ljudskih motivov, katerim se je posvečal v prejšnjih zbirkah. V verzificirani noveli Egipčanka je prikazal problem takratnega izseljevanja Vipavk v Egipt. 
Pesniška zbirka zajema pesmi, ki izražajo vtise iz potovanj po Egiptu in Grčiji. Želel je spoznati dežele, ki veljajo za zibelke kulture. Zbirka je razdeljena na dva cikla. Egiptovske arabeske vsebujejo devetnajst pesmi: Hufujeva piramida, Nil, Gizejska sfinga, Egipčanka. Drugi cikel se imenuje Pod helenskim soncem, obsega petindvajset pesmi: Partenon, Po ulicah atenskih, Itaka, Afrodita na Knidosu …
Zbirko je pozitivno ocenil Govekar: »[…] le Aškerc bogati vrt slovenske poezije vedno in vedno z novimi, izrednimi cvetovi … donaša v hram slovenske Muze novih biserov, novih dišav, novih barv.« Lampe je kritičen in Aškercu očita, da ni vere razen krščanstva, ki jo ne bi priporočal. Pesnik nastopa kot pogan. Očita mu prikazovanje kulta nage ženske, poganske Afrodite, ker s tem govori o prostituciji.

## Recepcija pesnikovega dela
Anton Mahnič je Aškerca zelo kritično ocenil v esejih Dvanajst večerov in v reviji  Rimski katolik . Njegova dela Mahnič imenuje za cunje. Aškerca pa je označil za brezverca. Takšna poezija ne sme priti v roke mladini, ker bo tako izgubila vse vrednote, ki ohranjajo družbo, saj Aškerc kot junake ponuja morilce, tatove, krvoločnike, … Zato ni realist, ampak nihilist. Ceni njegovo čistoto govora, živost podob in barv, a se mu gnusijo njegovi motivi (socialni motivi, kjer je Cerkev in duhovščina predstavljena kot institucija, ki se zanima samo za lastne privilegije; ljubezenski, orientalski motivi, motivi s katerimi je oskrunil krščansko  vero in vzbujanje verske skepse, ki jo je vnašal v svojih delih). Najbolj je proti Celjski romanci in Listu iz kronike Zajčke, ker je s tem omadeževal sebe in svoj poklic. Aškerc je na te kritike odgovoril s satiričnimi parabolami npr. Firduzi in derviš, Pegaz in osel. V prvi pesmi je Mahnič verski blaznež, v drugi pa je predstavljen kot osel, ki ne vidi čez plot in Pegaz mu odgovarja, da naj drugih del ne sodi s svojo omejenostjo.
Cankarjeva kritika Aškerčeve pesniške zbirke Lirske in epske poezije je esejistična ocena položaja slovenskega pesništva. Cankar Aškerca pohvali: »Vsebino Aškerčevih poezij obseza ena sama kratka beseda: ljubezen! Ljubezen do vsakega zatiranega človeštva, brez razločka stanov in narodov in ver, ljubezen čista, nesebična, kakor je učil – Jezus Kristus«. Katoliška stran je Aškercu očitala, da v njegovih pesmih ni trdnega krščanskega prepričanja, za njih je čas realizma prišel prezgodaj in literatura bi morala ostati »deviška«, toda Cankar se temu upre. Cankar pri Aškercu ceni njegovo socialno tematiko in prikazovanje realnega življenja, ki ga ne olepšuje, njegov ideal ni poveličevanje krščanskega življenja. Kasneje, ko oceni Balade in romance, začuti upadanje pesniške ustvarjalnosti. Aškerc je ostal v Mahničevi dobi. Namesto, da bi napredoval, se je prerekal z Mahničem. Medtem so literarni kritiki Aškerca hvalili, a hvala je bila samo navidezna. Aškerc je izgubil samokritičnost, preveč ga je zaposlil politični boj in je izgubil občutek za poezijo. Ostro je cenil pesniško zbirko Nove poezije. Cankar meni, da je v pesniški zbirki dve tretjini verzov brez vsake vrednosti. Le nekatera mesta spominjajo na nekdanjo Aškerčevo moč. V njem ni več božanskega poeta, ampak je ostal samo »Pavliha«. Aškerc se je 3. novembra 1900 odzval na Cankarja v Slovenskem Narodu s pesmijo Diversa.